# Adetomeris
Adetomeris é um gênero de mariposa pertencente à família Bombycidae.